# Darwha
Darwha é uma cidade  no distrito de Yavatmal, no estado indiano de Maharashtra.

## Geografia
Darwha está localizada a 20° 19′ N, 77° 46′ L. Tem uma altitude média de 355 metros (1164 pés).

## Demografia
Segundo o censo de 2001, Darwha tinha uma população de 23,360 habitantes. Os indivíduos do sexo masculino constituem 52% da população e os do sexo feminino 48%. Darwha tem uma taxa de literacia de 80%, superior à média nacional de 59.5%: a literacia no sexo masculino é de 83% e no sexo feminino é de 76%. Em Darwha, 13% da população está abaixo dos 6 anos de idade.